# Partia Zielonych (Stany Zjednoczone)
Partia Zielonych (Green Party) – amerykańska, lewicowa partia polityczna.
Została założona w 1984 roku. Ma 8 współprzewodniczących: Liz Arnone, Jima Coplena, Katey Culver, Budda Dickinson, Steve'a Kramera, Rebeccę Rotzler, Sarah Steiner i Camille Valachi. Jest członkiem Zielonych Globalnych. Liczy 305 000 zarejestrowanych sympatyków. 
Jej głównymi założeniami programowymi są: ekonomia społeczna, decentralizacja, ochrona środowiska, feminizm, demokracja uczestnicząca, pacyfizm, osobista i globalna odpowiedzialność, poszanowanie dla różnorodności, sprawiedliwość socjalna, poparcie dla użycia odnawialnych źródeł energii, legalna aborcja, zniesienie kary śmierci.
W USA Zieloni zaczęli ubiegać się o urzędy w 1985 roku. Od tamtej pory Partia Zielonych Stanów Zjednoczonych wygrywała w wyborach stanowych i do władz samorządowych miast. Pierwszymi zwycięskimi kandydatami byli David Conley i Frank Koehn z Wisconsin w 1986 r., wybrani odpowiednio w hrabstwach Douglas i Bayfield. Pierwszym zielonym burmistrzem została w 1991 r. Kelly Weaverling z Cordovy. Około 160 członków i członkiń Partii Zielonych sprawuje obieralne urzędy (stan na lato 2009). Pierwszym Zielonym wyłonionym do stanowej izby niższej była w 1999 r. Audie Bock ze stanu Kalifornia, potem w 2002 r. i 2004 r. John Eder z Maine oraz w 2008 r. Richard Carroll z Arkansas. Urzędujący w izbie niższej stanu New Jersey Matt Ahearn przeszedł w 2003 r. do Partii Zielonych na resztę kadencji. Partia Zielonych wystawiła swoich kandydatów odpowiednio na prezydenta i wiceprezydenta w czterech turach wyborów prezydenckich: w 1996 r. i 2000 r.- Ralpha Nadera i Winonę LaDuke, w 2004 r. – Davida Cobba i Pat LaMarche, w 2008 r. Cynthię McKinney i Rosę Clemente, w 2012 r. Jill Stein i Cheri Honkala, a w 2016 r. ponownie Jill Stein oraz Ajamu Barakiego.

## Wyniki w wyborach prezydenckich
- 1996: Ralph Nader i Winona LaDuke 685 128 głosów
- 2000: Ralph Nader i Winona LaDuke 2 882 000 głosów
- 2004: David Cobb i Pat LaMarche 119 859 głosów
- 2008: Cynthia McKinney i Rosa Clemente 146 531 głosów
- 2012: Jill Stein i Cheri Honkala 454 085 głosów
- 2016: Jill Stein i Ajamu Baraka[1] 1 457 216 głosów